# Liste des technologies de Star Wars

La liste des technologies de Star Wars recense les noms et les présentations simplifiées des principales technologies de cet univers fictif tout en plaçant le concept de technologie de Star Wars dans son contexte au sein du monde réel.
Star Wars compte un nombre important de technologies. Elles sont issues de sa série de films, mais aussi des très nombreuses déclinaisons de l'univers en séries télévisées, romans, bandes dessinées et jeux vidéo. Elles ont été conçues de diverses manières et pour diverses raisons, et certaines ont un impact culturel considérable, en rejoignant parfois même des éléments scientifiques du monde réel, volontairement ou non. Parmi les technologies les plus connues, principalement des véhicules, se trouvent les speeders et les modules de courses, des véhicules à répulseurs, mais aussi le marcheur TB-TT, les chasseurs TIE et X-wing, les croiseurs interstellaires, le Faucon Millenium et l'Étoile de la mort, ainsi que deux types d'armes, les blasters et les sabres laser et trois droïdes, R2-D2, C-3PO et BB-8.

## Univers

Un sabre laser bleu, arme des Jedi et un sabre laser rouge, arme des Sith.

L'univers de Star Wars se déroule dans une galaxie qui est le théâtre d'affrontements entre les Chevaliers Jedi et les Seigneurs noirs des Sith, personnes sensibles à la Force, un champ énergétique mystérieux leur procurant des pouvoirs psychiques. Les Jedi maîtrisent le Côté lumineux de la Force, pouvoir bénéfique et défensif, pour maintenir la paix dans la galaxie. Les Sith utilisent le Côté obscur, pouvoir nuisible et destructeur, pour leurs usages personnels et pour dominer la galaxie.
Depuis le rachat de la société Lucasfilm par The Walt Disney Company, il existe deux univers Star Wars : le « Légendes » et l'« Officiel ». Ils ont pour point commun, les six premiers films et la série télévisée The Clone Wars. L'univers Légendes reprend en plus les histoires complémentaires présentées dans des livres, des bandes dessinées, des téléfilms ou des jeux sortis avant 2014. L'univers Officiel reprend lui, les histoires des films et des autres supports parus depuis 2014,.

## Chronologie

### Chronologie commune
Pour ramener la paix dans la galaxie, une République galactique a été fondée avec pour capitale la planète Coruscant. Mais, elle est secouée par des invasions planétaires (La Menace fantôme), des sécessions et la guerre dite « des clones » (L'Attaque des clones). Pour y mettre fin, la République est remplacée en 19 av. BY par un Empire galactique autoritaire et discriminatoire (La Revanche des Sith). Cette nouvelle entité est dirigée par le Sith Palpatine et son apprenti Dark Vador.
Mais après plusieurs années, la brutalité du régime provoque l'apparition d'une opposition armée : l'Alliance rebelle. Les premières victoires de cette dernière se déroulent lors de la bataille de Scarif, quand les rebelles parviennent à s'emparer des plans de l'Étoile de la mort, l'arme absolue de l'Empire (Rogue One), puis lors de la bataille de Yavin, qui voit la destruction de l'immense station spatiale (Un nouvel espoir). En 3 ap. BY, Dark Vador contre-attaque en détruisant la base principale des rebelles sur la planète Hoth (L'Empire contre-attaque). L'Alliance, bien que dispersée, n'est cependant pas vaincue. Un an plus tard, en 4 ap. BY, l'Alliance remporte une grande victoire en détruisant une seconde station spatiale et en éliminant l'empereur Palpatine et Vador lors de la bataille d'Endor (Le Retour du Jedi).

### Chronologie «Légendes»
En complément aux évènements se déroulant entre 32 av. BY (La Menace fantôme) et 4 ap. BY (Le Retour du Jedi), l'univers « Légendes » développe le passé et le futur de la saga.
Le passé, nommé période de l'« Ancienne République », raconte l'histoire de la création de la République et de l'Ordre Jedi. En 5 000 av. BY les Sith lancent la première guerre galactique qui se termine par leur défaite. Un millénaire plus tard, c'est une organisation militaire, les Mandaloriens qui tente de s'emparer de la galaxie durant un terrible et durable conflit. Bien que victorieuse, la République est exsangue. Elle ne peut alors pas empêcher le retour des Sith et la partition de la galaxie en nombreux royaumes Sith durant une très longue période. Ce n'est qu'en 1 000 av. BY que les Jedi finissent par reprendre le contrôle total de la galaxie. Seul le Sith Dark Bane parvient à échapper aux Jedi. Il instaure alors une règle dans l'ordre Sith selon laquelle il n'y aura plus que deux seigneurs : un maître et son apprenti. En 32 av. BY, son lointain successeur, Dark Sidious, alias le sénateur Palpatine de Naboo, lance une série d'intrigues pour reprendre le contrôle de la galaxie.
Le futur, nommé période de la « Nouvelle République », raconte l'histoire galactique après la mort de l'empereur Palpatine. Le premier évènement est la création d'une Nouvelle République. Celle-ci est alors régulièrement menacée par les attaques des troupes impériales menées par les nombreux successeurs de l'empereur comme la directrice Ysanne Isard, le grand amiral Thrawn et même les clones de l'empereur Palpatine. Parallèlement, les Jedi renaissent de leurs cendres et fondent un Nouvel Ordre Jedi capable de défendre la galaxie notamment face à l'invasion menée en 25 ap. BY par les cruels Yuuzhan Vong ou en 138 ap. BY avec le retour des Sith.

### Chronologie «Officielle»
La nouvelle chronologie « Officielle » revisite certaines périodes déjà abordées par la chronologie « Légendes » notamment le futur dans la période de la « Nouvelle République » où le Premier Ordre, un nouveau régime totalitaire plus ou moins issu de l'Empire galactique s'attaque à la Nouvelle République. Pour s’opposer à cette menace, la princesse Leia Organa, une ancienne dirigeante de l'Alliance rebelle, crée un mouvement paramilitaire dénommé la Résistance. En 34 ap. BY, à l'aide d'une arme surpuissante, le Premier Ordre attaque la Nouvelle République en détruisant sa planète capitale mais la Résistance contre-attaque et envoie ses combattants mettre hors de combat cette arme sur la planète Ilum (Le Réveil de la Force). Le Premier Ordre se retourne ensuite contre la Résistance et parvient à éliminer l’ensemble de sa flotte et sa principale base opérationnelle (Les Derniers Jedi). Vaincue mais pas annihilée, la Résistance parvient à unifier tous les opposants au Premier Ordre pour une ultime affrontement au dessus de la planète Exegol qui met un terme au régime totalitaire (L'Ascension de Skywalker).

## Concept et création
La structure casque de stormtrooper est conçue par le marionnettiste et scénographe Nick Pemberton. Andrew Ainsworth se charge de la construction du produit en plastique. Pour Le Réveil de la Force, Michael Kaplan affirme s'être inspiré d'Apple dans le design d'armure de stormtrooper.
Plusieurs technologies de Star Wars, notamment les différents types de blasters, reposent principalement sur des objets qui existent réellement, avec quelques légères modifications seulement. Les armes à feu à l'origine des blasters par exemple sont souvent issues de la Seconde Guerre Mondiale,.
La conception du comlink de Qui-Gon Jinn se fonde sur un modèle particulier, un rasoir pour femme produit par Gillette, un « Gillette Ladies Sensor Excel ». Pour cela, des pièces de métal sont greffées sur un moulage du produit,,,,.

## Adaptations
Certains produits dérivés de Star Wars sont axés sur des technologies en particulier de l'univers fictif.
Le jeu vidéo HoloGrid: Monster Battle sorti en 2018 se fonde sur la scène du dejarik dans Un nouvel espoir. Il le reproduit, mais sur écran et non sous forme de pions en hologrammes comme l'original. Pendant la conception de HoloGrid: Monster Battle, le concepteur des holoéchecs pour le film, Phil Tippett, veut adapter le dejarik en jeu cette fois en réalité augmentée.
L'attraction Star Wars: Galactic Starcruiser[pas clair] comporte l'usage d'une reproduction de datapad à partir de l'écran d'un smartphone, soit prêté lors de la visite soit en téléchargeant l'application Play Disney Parks pour la visite.

## Accueil[pasclair]
Selon le site Internet Screen Rant, l'évolution des technologies dans la réalité[pas clair] entre en contradiction avec l'ordre de présentation des technologies au cours de la saga Star Wars. En effet, si la prélogie est sortie après la trilogie originale, elle est censée se dérouler avant. Pour autant, les technologies visibles dans la prélogie sont plus avancées que celles de la trilogie originale. Bien que la troisième trilogie voie son intrigue avoir lieu après celle de la trilogie originale, elle semble, au niveau des technologies présentées, plus proche de la prélogie.

## Analyse

### Rapport à l'histoire et à la fiction
Les différents blasters visibles au cours de la saga correspondent[pas clair] à diverses armes à feu réelles. Par exemple, celui d'Han Solo reprend la forme d'un Mauser C96 et celui des stormtroopers est similaire à la mitraillette Sterling 9 mm.
L'arbalète wookiee de Chewbacca évoque l'arc qu'utilise Robin des bois, à la différence près du projectile, qui est un laser dans le cas de l'arbalète wookiee[réf. nécessaire].

### Rapport à la technologie réelle
Selon l'auteur de science-fiction Jeanne Cavelos, certaines innovations techniques présentées dans Star Wars sont proches de la réalité actuelle, bien qu'à la sortie des premiers films de la saga elles n'étaient que fictives. Par exemple, le concept d'armée de soldats clones est envisageable si l'on omet l'idée de les faire grandir plus vite que la normale. Au sujet des droïdes, elle explique que désormais des robots sont utilisés dans les domaines domestique, scientifique militaire, comme dans Star Wars, et que certains ressemblent à des technologies visibles dans les films. Le sabre laser semble réalisable de façon cohérente uniquement avec une lame de plasma. La puissance de feu d'un laser tel celui émit par un blaster n'est quant à elle réalisable qu'avec un gros appareil et beaucoup d'énergie, et non avec une petite arme.
Le physicien Rhett Alain analyse un tir de blaster sans parvenir à en déterminer la nature exacte. L'hypothèse du laser est écartée, un laser n'étant pas visible et un calcul de la vitesse d'un projectile de blaster aboutissant au résultat de 34,9 m/s, alors qu'un laser se déplace à la vitesse de la lumière.

## Postérité
Plusieurs technologies de l'univers de Star Wars sont d'abord vues comme simplement des créations de la science-fiction, mais s'avèrent réalisables quelques années ou quelques décennies plus tard, avec de nouvelles connaissances scientifiques et de nouveaux moyens techniques,.
En 2013, des physiciens de l'université de St Andrews au Royaume-Uni et de l'institut des éléments scientifiques en République tchèque parviennent à concevoir un rayon tracteur. Cette technologie auparavant fictive devenue réalité doit posséder notamment des applications biomédicales plutôt que spatiales.
Dans le même temps, DARPA et l'université Case Western Reserve développe un modèle de prothèse qui permet au cerveau de contrôler les doigts d'une prothèse de main et d'en recevoir des sensations dues au toucher et non seulement à la perception visuelle. Pour cela, cette prothèse peut effectuer plusieurs mouvements plus complexes que ceux qu'effectuent les prothèses l'ayant précédée. Dans l'ensemble, elle cherche à reproduire de la façon la plus réaliste possible une vraie main. Cette technologie évoque la prothèse qui remplace la main de Luke Skywalker dans L'Empire contre-attaque,.
En 2015, Boeing reprend le concept de bouclier d'énergie utilisé par les gungans pour développer et breveter une technologie qui génère un bouclier censé protéger des véhicules militaires contre les risques d'attaque par missile ou par bombe,,.
En 2017, des scientifiques parviennent à développer une technologie capable de récolter l'humidité dans l'air. Comme le vaporateur d'humidité dans Star Wars, cet appareil permettrait d'approvisionner en eau les activités dans les régions arides,.
En 2022, un fan recrée une table de dejarik. Bien que l'apparence visuelle soit reconstituée, cette version n'est pas jouable et il faut regarder de haut la table pour que le créatures soient similaires à celles qui sont visibles dans Star Wars.

## Recensement des technologies
Les technologies de Star Wars sont présentées non exhaustivement par ordre alphabétique. Les droïdes, véhicules et vaisseaux sont absents de la liste car détaillés dans leurs articles respectifs : Liste des armes de Star Wars, Liste des droïdes de Star Wars, Liste des véhicules de Star Wars et Liste des vaisseaux de Star Wars.
- Haut – A
- B
- C
- D
- E
- F
- G
- H
- I
- J
- K
- L
- M
- N
- O
- P
- Q
- R
- S
- T
- U
- V
- W
- X
- Y
- Z

### A
- L'armure de Dark Vador est une technologie médicale de l'univers « Officiel » et de l'univers « Légendes » présente notamment dans les films La Revanche des Sith, Rogue One, Un nouvel espoir, L'Empire contre-attaque et Le Retour du Jedi. Principalement composée de duracier, elle se compose de la cuirasse de l'armure, de prothèses pour les membres et d'un casque qui permet notamment la respiration et la vision. Elle injecte des fluides nutritifs dans le corps pour le nourrir[c 1],[40],[41].

### B
- La balise espionne est une technologie militaire de l'univers « Officiel » et de l'univers « Légendes » présente notamment dans les films L'Attaque des clones et L'Empire contre-attaque. Elle permet de suivre la trajectoire d'un vaisseau en s'y fixant[d 1].
- Le bloc-enregistreur est un appareil numérique de l'univers « Officiel » et de l'univers « Légendes » présent notamment dans le film L'Attaque des clones. Son écran affiche des données de géopositionnement[d 2].
- Le bouclier anti-explosion gungan est une technologie militaire de l'univers « Officiel » et de l'univers « Légendes » présente notamment dans le film La Menace fantôme. Ce champ d'énergie couvrant toute l'armée gungan est mobile. Il protège contre les canons blaster et autres attaques énergétiques, mais les unités de l'infanterie ennemie traversent facilement ce bouclier[24].
- Le bouclier personnel gungan est une technologie militaire de l'univers « Officiel » et de l'univers « Légendes » présente notamment dans le film La Menace fantôme. Fondé sur une technologie de bulles hydrostatiques et de plasma, ce bouclier protège les soldats gungan contre les tirs de blasters[b 1],[42].
- La boule de cristal est un artefact de l'univers « Officiel » et de l'univers « Légendes » présent notamment dans la série télévisée The Clone Wars. Conçue par les Sœurs de la nuit, elle montre une vision de l'avenir à travers la Force[b 2].

### C
- Le casque d'apprentissage des soldats clones est une technologie militaire de l'univers « Officiel » et de l'univers « Légendes » présente notamment dans le film L'Attaque des clones. Il étouffe les bruits extérieurs et comporte un amplificateur de réceptivité mentale[d 3].
- La chambre de méditation est une technologie médicale de l'univers « Officiel » et de l'univers « Légendes » présente notamment dans le film L'Empire contre-attaque. L'air à l'intérieur est pressurisé, pour permettre à Dark Vador de pouvoir y respirer sans son casque malgré l'endommagement de ses poumons[41],[43],[44].
- Le champ de force hydrostatique est une technologie militaire de l'univers « Officiel » et de l'univers « Légendes » présente notamment dans les films La Menace fantôme. Ce type de structure compose Otoh Gunga, la capitale des gungans de Naboo. L'atmosphère y est respirable à l'intérieur, ne laissant pas entrer l'eau. Des portails spéciaux permettent aux habitants d'entrer et sortir[c 2].

- Le comlink, ou communicateur, est un appareil numérique de l'univers « Officiel » et de l'univers « Légendes » présent notamment dans les films La Menace fantôme, La Revanche des Sith, Rogue One, Un nouvel espoir, Le Retour du Jedi, Les Derniers Jedi et L'Ascension de Skywalker. Il tient dans la paume de la main et permet à deux individus de communiquer et de se transmettre des informations[b 3].
- La cuve à bacta est une technologie médicale de l'univers « Officiel » et de l'univers « Légendes » présente notamment dans les films Rogue One, L'Empire contre-attaque et Les Derniers Jedi. Cette cuve coûte environ 100 000 crédits et est conçue par les vratix. Elle est pleine de bacta, une substance chimique qui soigne les blessures. Aux débuts des recherches concernant ce médicament, il est produit dans des planètes comme Hetzal[45],[46].

### D
- Le datapad est un appareil numérique de l'univers « Officiel » et de l'univers « Légendes » présent notamment dans les films La Menace fantôme, La Revanche des Sith, Le Réveil de la Force et Les Derniers Jedi. Cette tablette permet à son utilisateur de s'informer, d'y enregistrer des données et de les consulter[b 4].
- Le défenseur planétaire est une technologie militaire de l'univers « Officiel » et de l'univers « Légendes » présente notamment dans le film L'Empire contre-attaque. Ce canon ionique peut s'attaquer aux vaisseaux en orbite autour de la planète sur laquelle il se trouve, mais il est immobile et vulnérable[b 5].
- Le dejarik, ou holoéchecs, est une technologie civile de l'univers « Officiel » et de l'univers « Légendes » présente notamment dans les films Solo et Un nouvel espoir. Ce jeu s'effectue sur une table qui génère des pions sous forme d'hologrammes : un ghhhk de Bith, un grimtaash ou molator d'Alderaan, un houjix de Kinyen, un marcheur de Kintan, un k'lor'slug de Korriban, le savrip mantellien d'Ord Mantell, le m'onnok de Socorro, le mystériaux ng'ok, le bulbeux de Dorin, l'étrange scrimp et enfin le karkath[c 3],[47],[48].

### E
- L'Étincelle éternelle est un artefact de l'univers « Officiel ». Elle renforce le Côté obscur au point de pouvoir permettre à quelqu'un de devenir si puisant qu'il dépasse ses limites matérielles. Elle a été conçue par l'Ascendant, un culte du Côté obscur[49],[50].

### G
- Le générateur de bouclier planétaire est une technologie militaire de l'univers « Officiel » et de l'univers « Légendes » présente notamment dans les films La Menace fantôme, L'Attaque des clones, The Clone Wars et La Revanche des Sith. Il crée un petit champ défensif entourant un individu, mais, du fait de sa haute radioactivité, ne peut protéger un humain par exemple[d 4].
- Le générateur de bouclier planétaire est une technologie militaire de l'univers « Officiel » et de l'univers « Légendes » présente notamment dans le film Le Retour du Jedi. Il peut créer un bouclier déflecteur autour d'une petite lune ou d'une grande station spatiale[b 6],[c 4].

### H
- L'holocron est un artefact de l'univers « Officiel » et de l'univers « Légendes » présent notamment dans le film L'Attaque des clones. Les Jedi et les Sith se servent de cet appareil polyédrique pour enregistrer leurs connaissances, souvent liées à la Force, ce qui explique que seules les personnes sensibles à la Force peuvent accéder au savoir contenu à l'intérieur, projeté alors sous forme d'hologrammes. Son énergie interne est renouvelée par l'énergie vitale de l'utilisateur. L'holocron Sith est pyramidal[b 7],[c 5],[d 5],[51].
- L'hololivre est un appareil numérique de l'univers « Officiel » et de l'univers « Légendes » présent notamment dans le film L'Attaque des clones. Il est connecté à un réseau d'envergure galactique pour être toujours à jour[d 5].
- L'holoprojecteur, ou projecteur holographique, est un appareil numérique de l'univers « Officiel » et de l'univers « Légendes » présent notamment dans les films La Menace fantôme, L'Attaque des clones, The Clone Wars, La Revanche des Sith, Solo, Rogue One, Un nouvel espoir, L'Empire contre-attaque, Le Retour du Jedi, Le Réveil de la Force, Les Derniers Jedi et L'Ascension de Skywalker. Il peut projeter des images en trois dimensions en projetant plusieurs rayons lumineux[b 8].
- L'hyperdrive est une composante de véhicule de l'univers « Officiel » et de l'univers « Légendes » présente notamment dans les films La Menace fantôme, L'Attaque des clones, The Clone Wars, La Revanche des Sith, Solo, Rogue One, Un nouvel espoir, L'Empire contre-attaque, Le Retour du Jedi, Le Réveil de la Force, Les Derniers Jedi et L'Ascension de Skywalker. Il est généralement utilisé uniquement pour se déplacer sur de longues distances par l'intermédiaire de l'hyperespace, mais sert aussi à détruire le vaisseau amiral du Premier Ordre, le Supremacy, lors d'un affrontement contre la Résistance[52].

### I
- L'implant cybernétique de Lobot est un appareil numérique de l'univers « Officiel » et de l'univers « Légendes » présent notamment dans le film L'Empire contre-attaque. Accroché sur la tête, il permet de se connecter à l'ordinateur central de la Cité des Nuages[c 6].

### L
- La lampe Setla est une technologie civile de l'univers « Officiel » et de l'univers « Légendes » présente notamment dans le film L'Attaque des clones. Elle génère une lumière qui semble sans source[d 6].

### M
- La main mécanique est une technologie civile de l'univers « Officiel » et de l'univers « Légendes » présente notamment dans les films L'Attaque des clones, The Clone Wars, La Revanche des Sith, L'Empire contre-attaque, Le Retour du Jedi, Le Réveil de la Force, Les Derniers Jedi et L'Ascension de Skywalker. Grâce à une interface entre câbles et nerfs, elle permet de toucher, de ressentir et de bouger les doigts[d 7].
- La mécanochaise est une technologie civile de l'univers « Officiel » et de l'univers « Légendes » présente notamment dans les films L'Attaque des clones. Cette chaise pour invalides est équipée d'un levier de commandes, d'un repose-pied et de propulseurs[d 8].
- La mine hyperspatiale, ou mine gravitationnelle, est une technologie militaire de l'univers « Officiel » et de l'univers « Légendes » présente notamment dans la série télévisée Rebels. Elle déstabilise le chemin d'un vaisseau à travers l'hyperespace afin de l'en tirer. Cette sortie inattendue perturbe les systèmes du vaisseau ciblé et l'endommage, tout en permettant de l'intercepter[53].

### N
- Le navordinateur, ou ordinateur de navigation, est une composante de véhicule de l'univers « Officiel » et de l'univers « Légendes ». Il permet de calculer à partir d'une base de données des coordonnées lors du lancement d'un saut dans l'hyperespace et du voyage[54].

### O
- L'ordinateur de visée est une composante de véhicule de l'univers « Officiel » et de l'univers « Légendes » présente notamment dans le film Un nouvel espoir. Cet écran fournit à son utilisateur des informations mesurées supplémentaires, qui facilitent notamment le pilotage[55].

### P
- Le portail d'infini est un artefact de l'univers « Légendes ». Les kwas utilisent ce type de structure pour se déplacer instantanément d'un endroit à un autre, mais aussi pour projeter des « Ondes d'infini » capables de détruire une planète[56].
- La puce inhibitrice est une technologie militaire de l'univers « Officiel » et de l'univers « Légendes ». Elle force chaque soldat clone à obéir aux ordres de Dark Sidious, s'il demande d'exécuter l'ordre 66[c 7].

### R
- Le rayon tracteur, ou rayon magnétique, est une composante de véhicule de l'univers « Officiel » et de l'univers « Légendes » présente notamment dans les films Un nouvel espoir, L'Empire contre-attaque et Le Retour du Jedi. Cet engin se trouve souvent à bord de vaisseaux de guerre et sert à manipuler le mouvement d'un autre vaisseau de plus petite taille, souvent pour l'amener à atterrir dans un hangar[b 9],[31].

### V
- Le vaporateur d'humidité, ou vaporateur d'eau, est une technologie civile de l'univers « Officiel » et de l'univers « Légendes » présente notamment dans les films La Menace fantôme, L'Attaque des clones, The Clone Wars, La Revanche des Sith et Un nouvel espoir. Cet appareil permet aux fermiers d'humidité de Tatooine de récolter l'eau dans l'air en la liquéfiant. Cette eau est ensuite transportée dans les fermes d'humidité souterraines, à l'abri de la chaleur de la surface[b 10],[d 9],[37],[38].